# 格勒登
格勒登（德語：Gröden）是德国勃兰登堡州的市镇，隶属于易北-埃尔斯特县，总面积为22.14平方千米，截至2020年总人口为1346人。